# Луки (округ Пухов)
Луки (словац. Lúky) — село, громада округу Пухов, Тренчинський край. Кадастрова площа громади — 7.74 км². Протікає річка Бенядін.
Населення 915 осіб (станом на 31 грудня 2020 року).

## Історія
Луки згадуються 1471 року.

## Населення
| Рік:            | 1994. | 2004.   | 2014.   | 2024.   |
| --------------- | ----- | ------- | ------- | ------- |
| Кількість осіб: | 942   | 952     | 912     | 901     |
| Різниця:        |       | +1,06 % | -4,20 % | -1,20 % |

| Рік:            | 2023. | 2024.   |
| --------------- | ----- | ------- |
| Кількість осіб: | 892   | 901     |
| Різниця:        |       | +1,00 % |